# Касба

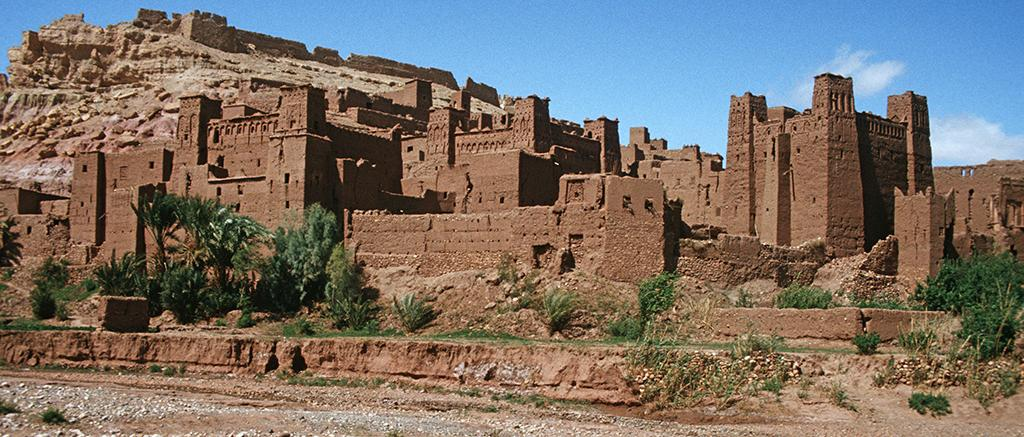
Касба Айт-Бен-Хадду, Марокко

Ка́сба (араб. قصبة‎) в первоначальном значении — арабское название для цитадели.
Название касба принято прежде всего в странах Магриба. Замки и крепости исторических городов (например в Алжире или Сусе) называются казбами. В Алжире это название было перенесено на весь старый город, который в 1992 году ЮНЕСКО был объявлен всемирным наследием. Касба как достопримечательность многих городов присутствует на фотооткрытках начала XX века. Как стратегические военные объекты крепости были профессионально сфотографированы французской военно-морской разведкой с дирижабля в период 1918-1924 годов.

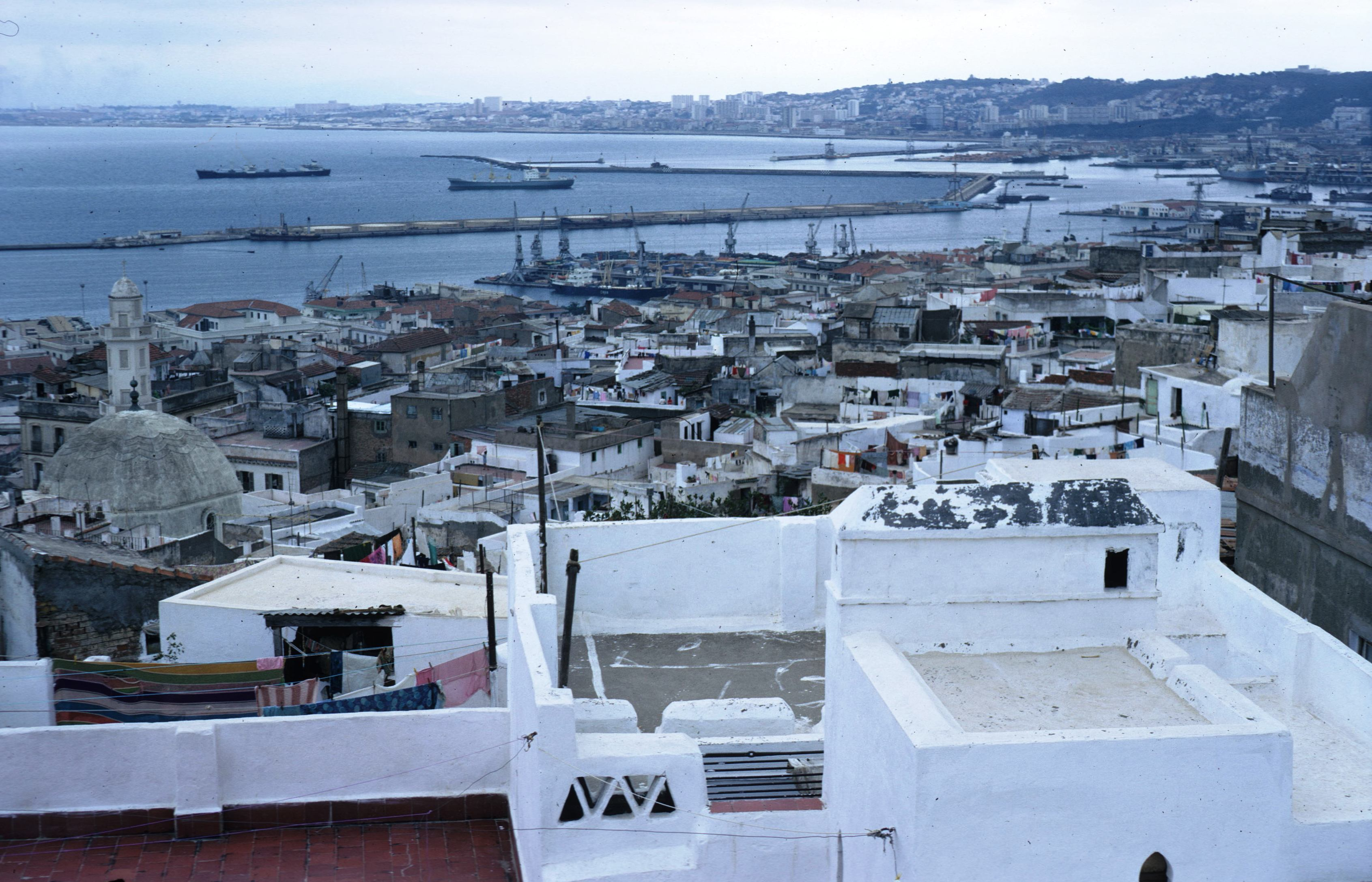
Касба Алжира, всемирное наследие с 1992 года

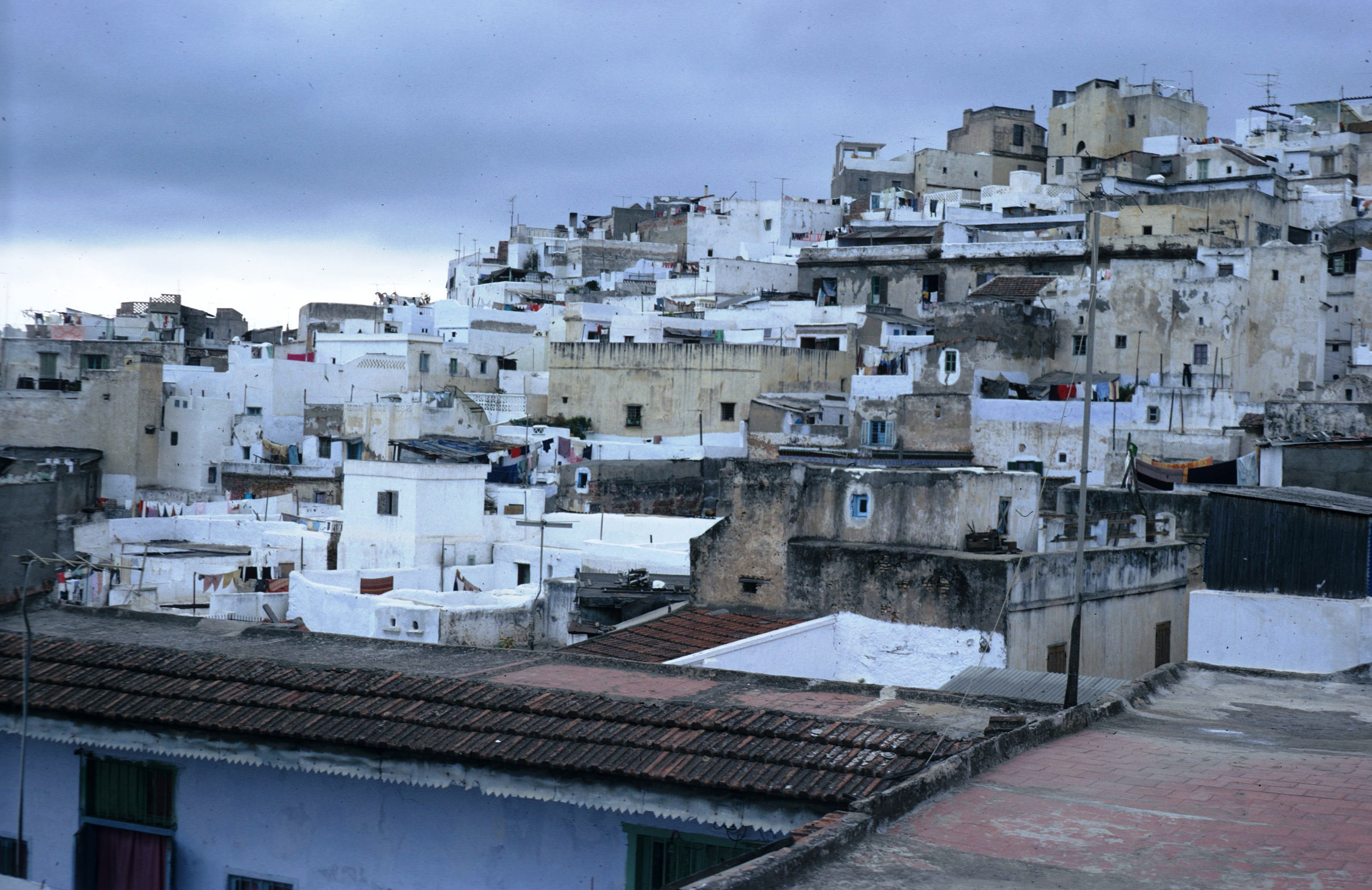
Касба Алжира

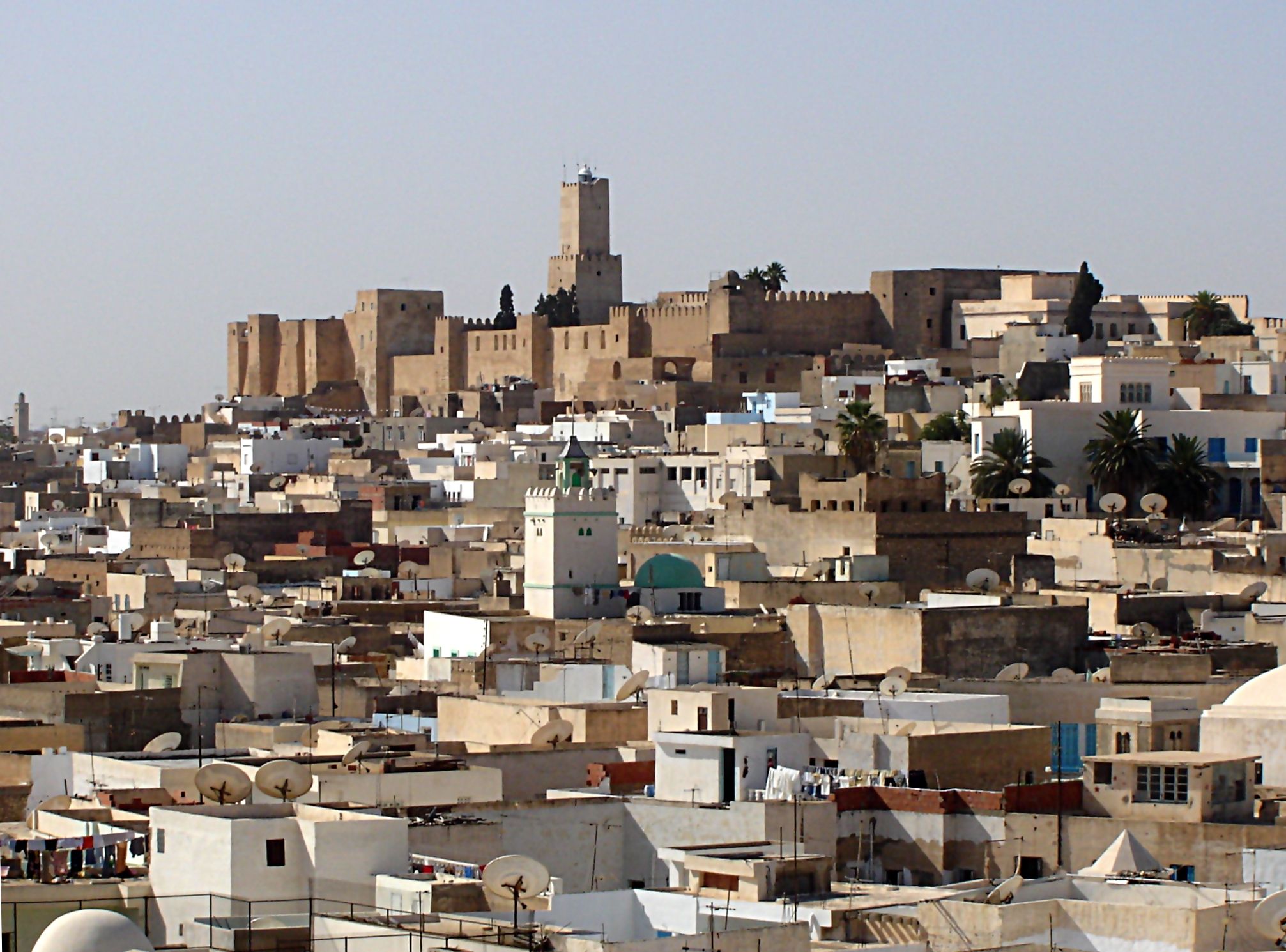
Касба Суса

В Марокко под касбой понимают ограниченное стенами крепостное сооружение внутри медины (старого города); часто это была резиденция губернатора или короля во время посещения города (Танжер, Шавен, Фес, Марракеш). В касбе обычно жили семьи высокопоставленных чиновников и военных.
Кроме того в Марокко название «касба» используется также для крепостных сооружений вне городов, особенно в горах Атласа (Булауан, Бени-Меллаль). Они были построены по приказу правителей (особенно Мулай Исмаил ибн Шериф) для контроля берегов и тыла со своими всегда неспокойными племенами берберов.
В конце XIX века название «касба» было перенесено на крепостные сооружения, созданные из глины. Они были построены по приказу берберских князей на юге Марокко (Телуе, Скура, Таурирт). Нередко понятие «касба» применяют к жилыми крепостям (тигремт) берберов, но их военное использование стояло далеко на заднем плане.
Во многих городах Андалусии (например Малага и Альмерия) существуют мавританские крепости, которые носят название «алькасаба» (исп. Alcazaba). Это название происходит от арабского аль-касба. Альгамбра в Гранаде — тоже касба.
Деревенским эквивалентом касбы является ксар, укреплённая деревня.